# 甘利信忠
甘利 信忠（あまり のぶただ）は、戦国時代の武将。甲斐武田氏の譜代家臣、家老。後年には武田二十四将に数えられる。諱は「晴吉」や「昌忠」と表記されることも多いが、永禄年間から「信忠」を名乗っているので、本項では「信忠」に統一する。

## 生涯
父は武田氏の譜代家老の甘利虎泰。『甲陽軍鑑』に拠れば虎泰は板垣信方と共に武田家の最高職位とされる「両職」を務めたとされる。なお、武田家中では甘利氏の一族として甘利信康がおり、信忠の弟もしくは子であると考えられている。また、兄に天文11年（1542年）の瀬沢の戦いで戦死した信益もいたとされ、これを受けて嫡男となった可能性もある。信忠も含め「信」の字は武田晴信から受けた偏諱と考えられる。他方で異説としては、初名を藤蔵とし、晴信から「晴」の字の偏諱を受けて晴吉と名乗ったとする説もある。
晴信期の信濃侵攻において、天文17年（1548年）の上田原の戦いで虎泰・信方両名は戦死し、信忠は家督を継承して甘利衆を率い、板垣信憲と共に「両職」になったといわれる。
初見文書は天文20年（1551年）7月の二宮美和神社への勧進免許添状で、信憲と共に名前が確認される。信忠は信玄期の取次としての活動が見られ、信濃方面では木曾氏、西上野侵攻においては上野国衆の浦野氏や鎌原氏の取次を務めているほか、常陸の佐竹氏・小田氏ら関東国衆、長井道利ら美濃・飛騨方面の取次のほか、相模後北条氏との外交にも携わっている。
永禄7年（1564年）頃には「信忠」と改めている。永禄10年8月の諸役免許状を最後に文書から見られなくなり、信忠の没年は不詳で、永禄7年に死んだとも、永禄9年（1566年）に落馬死したとも、元亀3年（1572年）の三方ヶ原の戦いに参加して戦功を挙げたものの、直後に病死したとも言われている。信忠の子・信頼は幼少であったため、信忠の弟である信康が名代となった。
永禄9年（1566年）から永禄10年（1567年）に武田諸将より信玄宛で提出された「下之郷起請文」には信忠の名は無く、甘利源左衛門尉信康の名が見えるので、永禄10年（1567年）末から天正3年に死去している可能性が考えられている。

## 逸話
米倉重継の子・彦二郎の鉄砲傷を治すために芦毛の馬の馬糞汁を飲ませようとし、彦二郎が嫌がると、自ら馬糞汁を飲んでみせたという。

## 登場作品
- 天と地と（1969年、甘利昌忠 - 演：西沢利明）